# SB-431542
SB-431542是一种含氮有机化合物，化学式C22H16N4O3，为葛蘭素史克（GSK）研发的间变性淋巴瘤激酶抑制剂。